# Yponomeuta subplumbellus
Yponomeuta subplumbellus is een vlinder uit de familie stippelmotten (Yponomeutidae). De wetenschappelijke naam van deze soort is voor het eerst geldig gepubliceerd in 1881 door Thomas de Grey Walsingham.
De soort komt voor in het Afrotropisch gebied.